# Mirror Ball
Mirror Ball es un álbum de estudio del músico canadiense Neil Young con la banda Pearl Jam, publicado por la compañía discográfica Reprise Records en junio de 1995. En 2007, Mirror Ball fue certificado como disco de oro en los Estados Unidos.

## Grabación
Las sesiones de grabación de Mirror Ball tuvieron lugar entre enero y febrero de 1995 en Bad Animals Studio de Seattle, bajo la producción musical de Brendan O'Brien. Previamente, O'Brien trabajó con Pearl Jam en la grabación de los álbumes Vs. y Vitalogy.
Neil Young se unió a Pearl Jam en el estudio de Seattle en enero de 1995, once días después de tocar con el grupo en un concierto benéfico de Washington D. C. El álbum fue grabado en cuatro sesiones de trabajo, los días 26 y 27 de enero y 7 y 10 de febrero. Young enfocó el álbum para grabarse en directo en el propio estudio. El músico llevó al estudio "Song X", "Act of Love" y otras cinco canciones para grabar durante la primera sesión en enero. Para la segunda sesión en febrero, llevó otras dos canciones, además de componer otros dos nuevos temas y regrabar una canción de las primeras sesiones. Young comentó que todas las canciones, salvo "Song X" y "Act of Love", fueron compuestas en el periodo de cuatro días, el mismo en que se grabó el álbum.
Young también comentó que viajó a Seattle para grabar el disco como un "reto". Al respecto, el músico dijo: "Grabar Mirror Ball fue como audio verité, solo una instantánea de lo que estaba pasando. A veces no sabía quién estaba tocando. Solo era consciente de esta gran y ardiente masa de sonido". Young definió al batería Jack Irons como "increíble" y comentó que "se jugó el culo en cada toma y en cada sesión". Además, añadió: "No puedo decir suficientes cosas buenas sobre él". Sin embargo, el vocalista de Pearl Jam, Eddie Vedder, no participó en muchas de las sesiones. El músico explicó que estaba "en medio de un problema acosador muy intenso", y añadió que "abandonar la casa no fue lo más fácil de hacer". Vedder volvió a referir el problema en la canción "Lukin", incluida en el álbum de Pearl Jam No Code. Stone Gossard, guitarrista del grupo, comentó que Mirror Ball "llegó en un momento en el que lo necesitábamos, en el que Neil pensó que éramos una banda con la que sería fácil hacer discos. Probablemente se compadeció de nosotros.Lo hizo todo bien para nosotros por ser quienes éramos. No toma su carrera tan en serio como para no correr riesgos. De repente, nuestra banda parecía demasiado seria".

## Música y letras
Mirror Ball captura un sonido rock crudo, con canciones que ocasionalmente terminan con feedback y varios miembros del grupo hablando al comienzo o al final de los temas. Tal es el caso de "Downtown", que finaliza con Young diciendo: "Well, we know that one. That's funky". Young compuso todas las canciones de Mirror Ball a excepción de "Peace and Love", coescrita entre Young y Eddie Vedder. Según William Ruhlmann de Allmusic: "[Pearl Jam] cuenta con ritmos enérgicos y densas interacciones de guitarras de las que Young hace excelente uso en una serie de canciones construidas de riffs simples y melódicos".
En relación con las letras, Young comentó: "Hay idealismo y realismo, los dos han llegado a reunirse aunque haya problemas siempre que lo hacen. Quizás ese sea el quid de lo que estoy intentando decir en este nuevo disco. Es también un comentario de las diferencias entre mi generación de paz y amor de los años 60 y la generación más cínica de los 90". "Song X" y "Act of Love" trata el tema del aborto, mientras que "Downtown" incluye referencias de Jimi Hendrix y Led Zeppelin, parcialmente inspirado en la participación de Young en la ceremonia de introducción del grupo en el Salón de la Fama del Rock and Roll en 1995.

## Recepción
Tras su publicación, Mirror Ball obtuvo en general buenas críticas de la prensa musical. NME otorgó al álbum nueve de un total de diez estrellas y lo definió como "otro buen álbum de Neil Young... El sonido del álbum es grande, lanudo, directo y en pleno auge". J.D. Considine, de la revista Rolling Stone, otorgó al álbum cuatro de un total de cinco estrellas y escribió: "Aunque Young es claramente el compañero dominante -es su concepto, sus canciones y su álbum-, es Pearl Jam quien al final termina determinando el sentimiento y la forma de la música, dando un nivel de entrada y energía que va mucho más allá del alcance normal de una banda de acompañamiento". Spin dio al álbum ocho de diez estrellas y comentó en su reseña: "A veces es más fácil hilvanar algunos acordes potentes y unas referencias simples a la religión, la fama y el suicidio que escribir canciones. Y a veces eso es bueno". David Browne de Entertainment Weekly calificó el álbum como A- y comentó que "el álbum tiene una espontánea depreocupación que es, por decir lo menos, extremadamente raro para un veterano del rock". Sin embargo, Browne criticó las letras del álbum, definiéndolas como "los refritos más desordenados del imaginario de Young".
William Ruhlmann de Allmusic otorgó a Mirror Ball tres sobre un total de cinco estrellas y calificó el álbum como "típicamente desigual". Por otra parte, Robert Christgau comentó que Young "nació para aserrar, y Pearl Jam no". Blender dio al álbum dos de un total de cinco estrellas y escribió que "podía haber sido mejor. El problema no es tanto con Pearl Jam, que se muven tan torpemente que hacen sonar a Crazy Horse como Steely Dan, sino más bien con las canciones inmemorables de Young".
El álbum incluyó dos sencillos, "Downtown" y "Peace and Love", acompañados de sendos videos musicales. "Downtown" obtuvo un éxito comercial superior en la lista Mainstream Rock al alcanzar el puesto seis. Por su parte, "Peace and Love" llegó al puesto 34. En los Premios Grammy de 1996, "Downtown" recibió una nominación en la categoría de mejor canción de rock, mientras que "Peace and Love" fue nominado en la categoría de mejor interpretación vocal de rock masculina. Mirror Ball recibió también una nominación en la categoría de mejor álbum de rock.
El EP de Pearl Jam Merkin Ball es considerado el acompañante oficial de "Mirror Ball". Las canciones de "Merkin Ball" fueron grabadas al final de las sesiones del álbum. Las dos realizaciones se complementan una a la otra tanto musical como artísticamente en el diseño y contenido del empaque del álbum.

## Gira
Tras completar la grabación de Mirror Ball, los miembros de Pearl Jam, a excepción de Eddie Vedder, y el productor Brendan O'Brien se unieron a Young en una gira de once conciertos por Europa para promocionar el álbum. Mike McCready, guitarrista de Pearl Jam, comentó: "Fue un sueño hecho realidad. Tuvimos que tocar un puñado de canciones de Neil Young con el propio Neil Young y tuvimos que ir a Berlín, a Jerusalén, al Mar Rojo". La gira obtuvo un notable éxito, y Elliot Roberts, representante de Young, la definió como "una de las mejores giras que tuvimos en nuestras vidas".

## Lista de canciones
Todas las canciones escritas y compuestas por Neil Young excepto donde se anota. 
| N.º | Título                    | Escritor(es)             | Duración |  |
| 1.  | «Song X»                  |                          | 4:55     |  |
| 2.  | «Act of Love»             |                          | 4:54     |  |
| 3.  | «I'm the Ocean»           |                          | 7:05     |  |
| 4.  | «Big Green Country»       |                          | 5:08     |  |
| 5.  | «Truth Be Known»          |                          | 4:39     |  |
| 6.  | «Downtown»                |                          | 5:10     |  |
| 7.  | «What Happened Yesterday» |                          | 0:46     |  |
| 8.  | «Peace and Love»          | Neil Young, Eddie Vedder | 7:02     |  |
| 9.  | «Throw Your Hatred Down»  |                          | 5:45     |  |
| 10. | «Scenery»                 |                          | 8:50     |  |
| 11. | «Fallen Angel»            |                          | 1:15     |  |

## Personal
| Músicos - Neil Young: voz, guitarra eléctrica, guitarra acústica y órgano. - Jeff Ament: bajo - Stone Gossard: guitarra eléctrica - Mike McCready: guitarra eléctrica - Jack Irons: batería - Brendan O'Brien: coros, guitarra eléctrica y piano. - Eddie Vedder: voz en "Peace and Love" y coros. | Equipo de sonido - Brendan O'Brien: productor musical - Tim Mulligan: mezclas y edición digital - Joe Gastwirt: mezclas y edición digital - Chad Munsey: ingeniero asistente - Sam Hofstedt: ingeniero asistente - John Aguto: ingeniero asistente - Joel Bernstein: retrato - Gary Burden: dirección artística y diseño - Nick DiDia: ingeniero de sonido - Brett Eliason: ingeniero de sonido - Henry Diltz: fotografía - John Hausman: asistente - Emek: arte del logotipo |

## Posición en listas
| País              | Lista                      | Posición |
| ----------------- | -------------------------- | -------- |
| Alemania          | Media Control Top-50 Chart | 8        |
| Austria           | Ö3 Austria Top 40          | 15       |
| Australia         | ARIA Albums Charts         | 4        |
| Bélgica (Flandes) | Ultratop 200 Albums        | 12       |
| Bélgica (Valonia) | Ultratop 200 Albums        | 19       |
| Canadá            | Canadian Albums Chart      | 6        |
| Estados Unidos    | Billboard 200              | 5        |
| Finlandia         | Top 50 Albums              | 16       |
| Noruega           | VG-lista Albums Chart      | 2        |
| Reino Unido       | UK Albums Chart            | 4        |
| Países Bajos      | Mega Album Tol 100         | 18       |
| Suecia            | Albums Top 60              | 3        |
| Suiza             | Hit Parade Albums Top 100  | 24       |